# San Juan de la Maguana
San Juan de la Maguana je glavno mesto province San Juan v Dominikanski republiki. Je največje v svoji provinci in deseto največje v državi.